# Des vivants
Production
Diffusion
Des vivants est une série télévisée française réalisée par Jean-Xavier de Lestrade d'après un scénario d'Antoine Lacomblez et Jean-Xavier de Lestrade.
Cette fiction dramatique est une coproduction de What's Up Films, Mizar Films et NAC Films pour France 2.

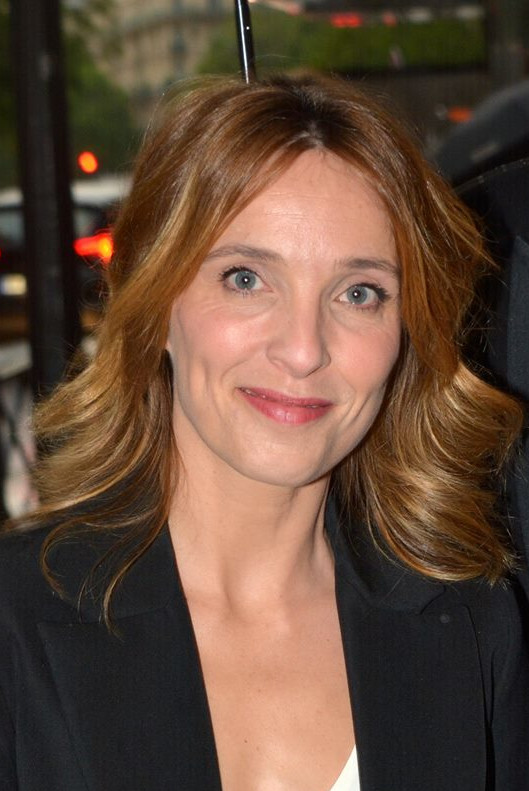
Alix Poisson.

## Distribution
- Benjamin Lavernhe : Arnaud
- Alix Poisson : Marie
- Antoine Reinartz : Grégory
- Félix Moati : Sébastien
- Megan Northam : Doris
- Foëd Amara : Djibril
- Anne Steffens : Caroline
- Thomas Goldberg : David
- Cédric Eeckhout : Stéphane
- Aude Ruyter : Marie-Claire
- Sophie Cattani : Christine
- Stéphanie Palies : Karine
- Genc Jakupi : Ricardo
- Aliocha Reinert : Alexandre
- Sam Karmann : père d'Arnaud

## Production

### Genèse et développement
Cette fiction dramatique est une coproduction de What's Up Films, Mizar Films et NAC Films pour France 2.
La série est créée et écrite par Antoine Lacomblez et Jean-Xavier de Lestrade, et réalisée par Jean-Xavier de Lestrade,,.
La fiction décrit l'histoire de sept anciens otages du Bataclan, réunis dans le groupe d'amis « les Potages » (contraction de « potes » et « otages ») et qui ont été impliqués dans le projet dès le début.
Le documentariste, scénariste et réalisateur oscarisé Jean-Xavier de Lestrade annonce que la série devrait être diffusée sur France 2 pour les dix ans des attentats, en novembre 2025 : « Je crois que cela nous donne assez de recul. Symboliquement, la plus grande association de victimes des attaques du 13 novembre, Life for Paris, va s'autodissoudre à cette date. Il existe des documentaires, mais pas encore de série sur les victimes. L'heure de la fiction est venue. Elle contribue à construire un imaginaire, à faire récit commun. C'est important d'y venir. ». « Il fallait désormais que je m'empare de ces événements pour en dépasser le strict aspect tragique, émotionnel ou traumatique et proposer d'en faire un récit collectif aux vertus réparatrices. Un récit qui lie et qui rassemble autour de valeurs qui me semblent essentielles et qu'il ne faut pas craindre de rappeler dans une période qui semble valoriser le conflit, la division ou l'affrontement. »,,. Il précise à Télérama : « Il y a un équilibre très délicat à trouver. Nous avons écrit des scènes où l'on voit les terroristes mettre en joue les otages, les menacer, les frapper, faire preuve d'une violence extrême. » mais il n'est néanmoins pas question de voir « des victimes se faire abattre » car « c'est infilmable ».
Jean-Xavier de Lestrade précise : « Nous avons reçu les protagonistes deux fois cinq heures et nous sommes partis de ce matériau direct pour écrire. Il y a une telle vitalité chez eux, ça m'a touché. C'est peut-être le sujet le plus difficile sur lequel j'ai eu à travailler d'un point de vue émotionnel. C'est une plongée dans beaucoup de douleur, de souffrance, j'en ai fait des cauchemars. ». De plus, il rajoute, lors d'une interview pour le NouvelObs parue en juillet 2025: « Le premier « potage » avec qui j’ai parlé, c’est David et l’effroi est vite passé. »
L'histoire suit les protagonistes pendant sept ans, jusqu'au procès des attentats qui s'est déroulé entre septembre 2021 et juin 2022.
La série sera diffusée en novembre 2025, dix ans après les attentats du 13 novembre 2015,,,.

### Attribution des rôles
Le 18 novembre 2024, le réalisateur Jean-Xavier de Lestrade annonce la distribution de sa nouvelle série, Des vivants, dont Alix Poisson, figure centrale de sa filmographie, de La Disparition à Sambre,.

### Tournage
Le tournage de la série a lieu du 18 novembre 2024 au 17 janvier 2025  à Paris, puis du 17 février au 5 avril 2025 en région Hauts-de-France,,,,,.
Parmi les scènes tournées à paris, une reconstitution est filmée de nuit devant la salle de spectacle à l'angle du boulevard Voltaire et de la rue Oberkampf, dans le 11e arrondissement de Paris.

### Fiche technique
Sauf indication contraire, les informations mentionnées dans cette section peuvent être confirmées par la base de données cinématographiques Allociné,  présente dans la section « Liens externes ».
- Titre français : Des vivants
- Genre : Drame[12]
- Production : Matthieu Belghiti, Nicolas Mauvernay et Jérôme Corcos[1]
- Sociétés de production : What's Up Films, Mizar Films et NAC Films[1]
- Réalisation : Jean-Xavier de Lestrade[1],[2],[3],[10]
- Scénario : Antoine Lacomblez et Jean-Xavier de Lestrade[1],[2],[3]
- Pays de production :  France
- Langue originale : français
- Format : couleur
- Nombre de saisons : 1
- Nombre d'épisodes : 6
- Durée : 52 minutes
  - Date de première diffusion :
  - France : novembre 2025 sur France 2[5]